# S.T.A.L.K.E.R.: Call of Pripyat
S.T.A.L.K.E.R.: Call of Pripyat è uno sparatutto in prima persona che contiene molte caratteristiche del genere survival horror di genere fantascientifico post-apocalittico, sviluppato da GSC Game World e pubblicato il 2 ottobre 2009 (5 febbraio 2010 in Europa).
Costituisce il terzo capitolo della serie e si colloca cronologicamente dopo i fatti di S.T.A.L.K.E.R.: Shadow of Chernobyl, capostipite della saga. S.T.A.L.K.E.R.: Clear Sky, il secondo capitolo, ne è invece il prequel. Come i precedenti, anche S.T.A.L.K.E.R.: Call of Pripyat è stato sviluppato con l'engine proprietario X-Ray Engine.

## Trama
Un breve video iniziale riassume gli avvenimenti salienti dei capitoli precedenti, a partire dall'esplosione del reattore di Černobyl' nel 1986 e gli avvenimenti successivi all'arrivo di Strelok (protagonista di S.T.A.L.K.E.R.: Shadow of Chernobyl) al centro della zona. A seguito del fallimento dell'operazione Fairway per raggiungere il centro della Zona, il Maggiore Alexander Degtyarev dell'esercito ucraino viene inviato nella Zona con il compito di indagare sulle cause che hanno portato allo schianto degli elicotteri della missione Fairway.
Gli sviluppi secondari della trama sono, come nei capitoli precedenti, molto vari e diversificati tra loro: dall'indagine su un serial killer che miete vittime tra gli stalker alla ricerca dell'Oasi, luogo leggendario in cui si può essere guariti da qualsiasi ferita.
Indagando sulla scomparsa degli elicotteri, Degtyarev scopre che gran parte degli stessi è precipitata a seguito di cause misteriose, apparentemente per errori dei piloti. Recuperando la scatola nera da uno dei rottami, Degtyarev si convince che per trovare risposta alle sue domande deve raggiungere i militari sopravvissuti che si sono radunati in uno dei centri di evacuazione, situato nella città di Pryp"jat'.

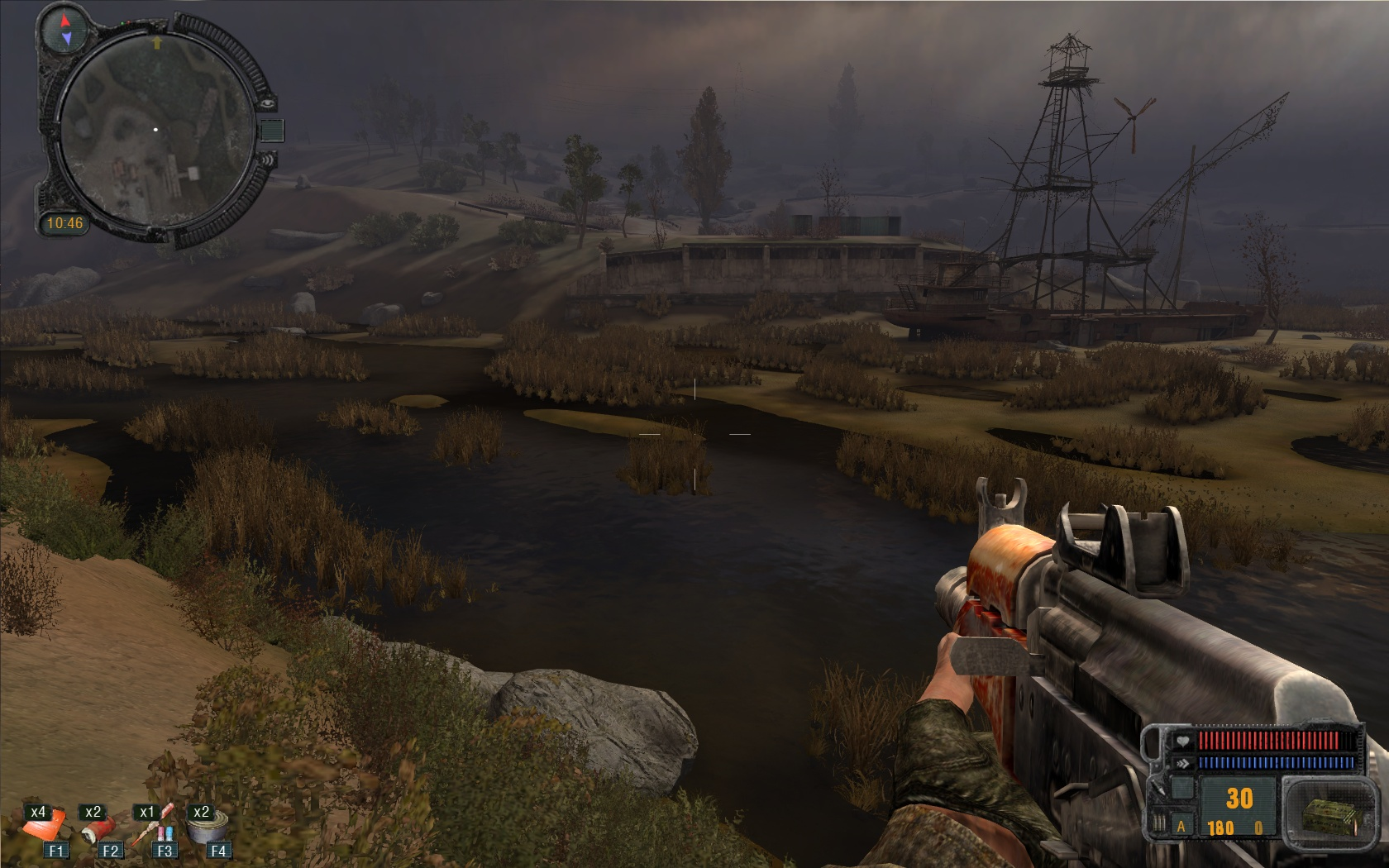
Una scena del gameplay, nella mappa Zaton

L'accesso a Pryp"jat' è però impossibile: l'esercito ha infatti inondato di gas venefico l'unico tunnel sotterraneo che collega la Zona alla città. Messa insieme una squadra di stalker esperti e dopo aver recuperato delle tute speciali per poter affrontare i gas, Degtyarev si inoltra nel tunnel, arrivando infine a Pryp"jat' dove trova i sopravvissuti, ma anche in questo caso non riesce a comprendere le cause dei disastri aerei.
A seguito di uno scontro a fuoco con i Monolith, una fazione di fanatici devoti al culto del Monolite di Černobyl', Degtyarev recupera una potente arma dagli effetti devastanti purtroppo danneggiata. Allo scopo di poterla riparare, il maggiore esplora i laboratori segreti di Pryp"jat' per recuperare documenti e manuali per poterne garantire il funzionamento. Una volta trovati riesce anche a far riparare l'arma e poterla usare, ma comprende che neppure essa può costituire la vera causa dello schianto degli elicotteri militari.
Appare a questo punto Strelok, vivo e vegeto, che spiega al Maggiore e ai militari sopravvissuti la causa dello schianto degli elicotteri: i percorsi utilizzati dai piloti per muoversi nelle anomalie sono infatti soggetti ai "capricci" della Zona, e le continue emissioni modificano l'apparizione delle anomalie in luoghi precedentemente sicuri. Strelok stipula un patto con i militari: racconterà tutti i segreti che egli è riuscito a scoprire nei suoi viaggi al centro della Zona, purché venga scortato ed accompagnato fuori da essa e portato dalle persone giuste.
Comunicate ai piloti le nuove rotte sicure, Degtyarev si fa strada insieme all'equipaggio e a Strelok fino all'elicottero in grado di condurli fuori dalla Zona dopo un intenso scontro con i Monolith. Il video finale mostra i destini del protagonista e dei principali personaggi dell'avventura.

## Modalità di gioco
Call of Pripyat, come già gli altri episodi della serie di S.T.A.L.K.E.R., si differenzia dalla tradizionale tipologia degli sparatutto introducendo elementi tipici dei giochi di ruolo e dei survival horror: il giocatore ha la possibilità di muoversi liberamente nella Zona, articolata in tre mega-mappe caratterizzate da alcuni elementi unici e da diversi eventi casuali - principalmente scontri tra personaggi non giocanti.
Ulteriore importanza rispetto ai capitoli precedenti è stata data alle emissioni, fenomeni di natura sconosciuta che periodicamente si abbattono sulla Zona sotto forma di una violenta tempesta; il giocatore, avvertito da appositi messaggi radio, all'avvicinarsi di una emissione dovrà interrompere qualsiasi attività per trovare un riparo in luoghi sicuri (di solito strutture sotterranee o edifici sufficientemente integri, che verranno prontamente indicate sulla minimappa dell'interfaccia). Restando all'aperto la salute del personaggio si ridurrà velocemente fino ad ucciderlo, salvo assumere un apposito farmaco che gli consentirà di sopravvivere.

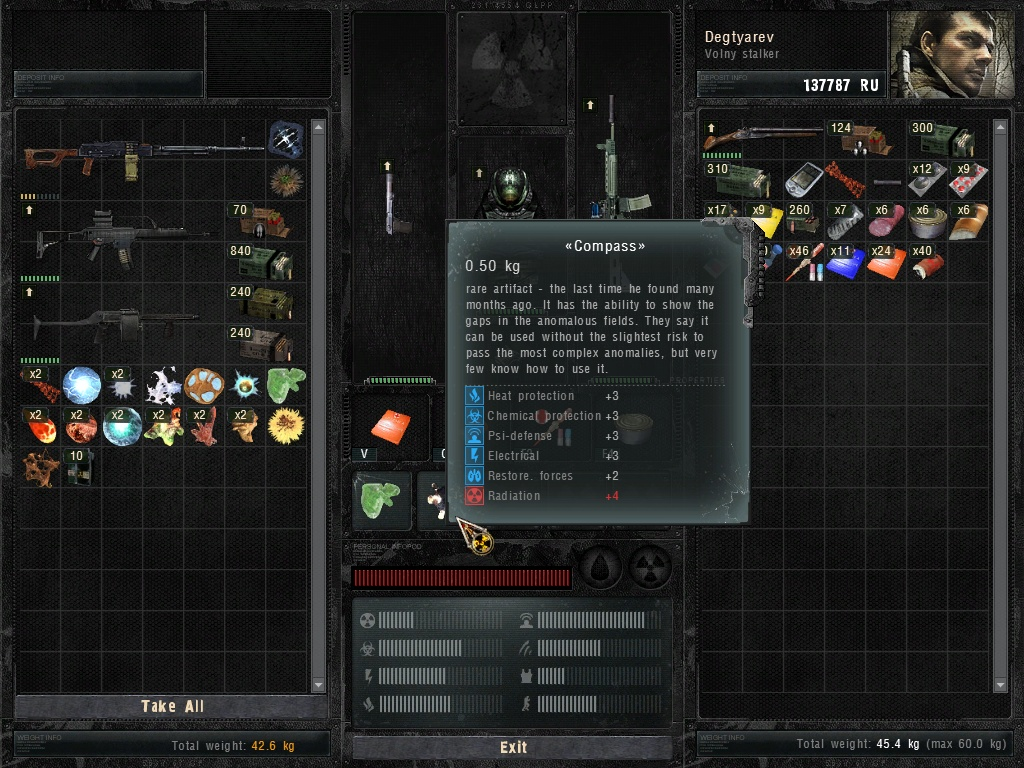
L'inventario del personaggio nel gioco

Tra le novità è da segnalare il sistema delle Guide/Stalker esperti in grado di condurre il giocatore in tutte le principali aree delle tre mappe dietro compenso in denaro dopo aver procurato mappe o "aperto" nuovi percorsi, un sistema già apparso in S.T.A.L.K.E.R.: Clear Sky. È inoltre possibile potenziare e riparare la maggior parte delle armi e delle armature presenti nel gioco presso i tecnici presenti nelle "zone sicure". All'interno delle "zone sicure" è possibile inoltre dormire, vera novità di questo capitolo: si possono scegliere infatti specifici orari della giornata per avventurarsi nella Zona, tenendo conto delle abitudini dei mutanti che la infestano, della fascia oraria unica nella quale sono terminabili alcune missioni od anche solo della preferenza del giocatore.

### Aree principali
Il giocatore può muoversi all'interno di tre mappe principali:
- Zaton: un vecchio rompighiaccio arenato in una zona paludosa circondata da anomalie, l'area più esterna della Zona;
- Jupiter: una vecchia stazione dei treni, nelle cui vicinanze è presente un laboratorio mobile degli scienziati che studiano la Zona;
- Pryp"jat': la città fantasma nelle vicinanze della centrale nucleare di Černobyl'.

Ciascuna di queste aree è caratterizzata da un quartier generale in cui il giocatore può dormire, comprare armi, armature, cibo e munizioni, contattare le guide, potenziare il proprio arsenale e accettare missioni secondarie o portare a termine quelle principali. Terminando con successo alcune missioni secondarie, il proprio armadietto personale sulla Skadovsk e a Jupiter verrà regolarmente riempito di munizioni, medicinali e farmaci antiradiazioni.

### Fazioni
Come nei capitoli precedenti, il campionario umano che abita la zona è principalmente diviso in fazioni. Il giocatore può scegliere di associarsi ad una fazione specifica, ma non è necessario per completare il gioco.
- Stalker: si raggruppano sotto questo nome tutti gli avventurieri che girano per la Zona senza associarsi ad alcuna fazione specifica;
- Banditi: solitamente la fazione nemica per antonomasia; da notare che solo pochi banditi sono effettivamente ostili al giocatore;
- Duty: fazione paramilitare che ha lo scopo di bloccare e distruggere la Zona;
- Freedom: fazione paramilitare che, contrariamente ai Duty, vuole aprire a tutti le porte della Zona per permettere di studiarne i segreti e le possibilità;
- Monolith: fazione paramilitare che abita Pryp"jat' ed è costretta da un non ben chiaro ordine telepatico ad adorare il Monolite (o Esauditore di Desideri). Non è possibile unirsi a questa fazione.

## Accoglienza
Il gioco ha ricevuto un punteggio di 8.0/10 su Gamespot e un punteggio di 8.2/10 su IGN. The Games Machine ha invece assegnato un punteggio di 76/100 al gioco, criticando la qualità tecnica e il motore grafico.